# Kaštelir-Labinci
Kaštelir-Labinci (en italien : Castellier-Santa Domenica) est une municipalité située dans le comitat d'Istrie, en Croatie. Au recensement de 2001, la municipalité comptait 1 334 habitants, dont 74,14 % de Croates et 7,35 % d'Italiens ; le village de Kaštelir, siège de la municipalité, comptait 283 habitants.

## Localités
La municipalité de Kaštelir-Labinci compte 15 localités :
| - Babići - Brnobići - Cerjani - Deklići - Dvori - Kaštelir (Castelliere) - Kovači - Krančići | - Labinci (Santa Domenica) - Mekiši kod Kaštelira - Rogovići - Rojci - Roškići - Tadini - Valentići |